# 円通寺 (大府市)
円通寺（えんつうじ、圓通寺）は、愛知県大府市共和町にある曹洞宗の寺院。
山号は瑞木山。本尊は馬頭観世音菩薩。名古屋市の春江院と本末関係にある。知多四国霊場88番札所（満願霊場）、知多西国三十三所霊場25番札所、知多百観音札所2番札所、尾州大府二十四ヶ寺14番札所。大府市最古の寺院とされる。

## 歴史

### 創建
『円通寺縁起』によれば、天平元年（729年）、行基がこの地で馬頭観音の尊像を彫り、七堂伽藍を築いて本尊を安置したという（創建）。霊木を用いたことから山号は瑞木山とし、寺号を円通寺とした。

### 中世
平安時代中期に東国で承平天慶の乱（平将門の乱）が起こると、東征する兵が円通寺に火を放って僧を殺し、円通寺は七堂伽藍を失って荒廃した。
嘉暦2年（1327年）には別当の長眞によって再建されたが、建武2年（1336年）に建武の乱が起こると、再び兵火で焼失して荒廃した。貞和4年（1348年）、臨済宗の高僧である夢窓国師がこの地に上陸すると、尊像を安置して厨庫を建て、臨済宗の道場として再興した（中興）。

### 近世
文禄2年（1593年）、曹洞宗の秀繁和尚を招いて住持とし、臨済宗から曹洞宗に転向するとともに、大高にある春江院の末寺となった。現在に至るまで、法相宗から真言宗、臨済宗、曹洞宗と3度の宗旨の変更がなされている。

## 境内

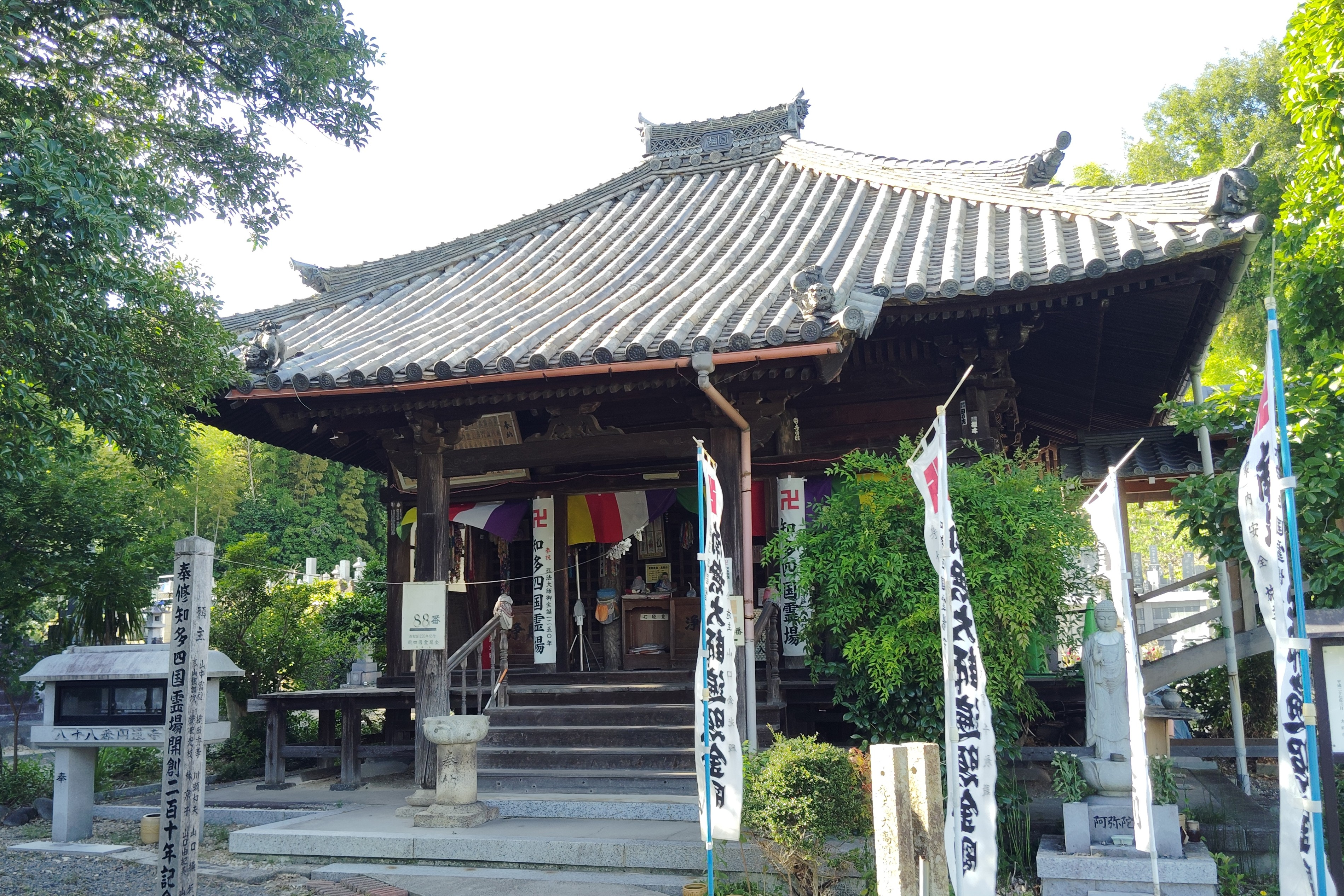
観音堂

- 本堂
- 観音堂
- 庫裏
- 鐘楼

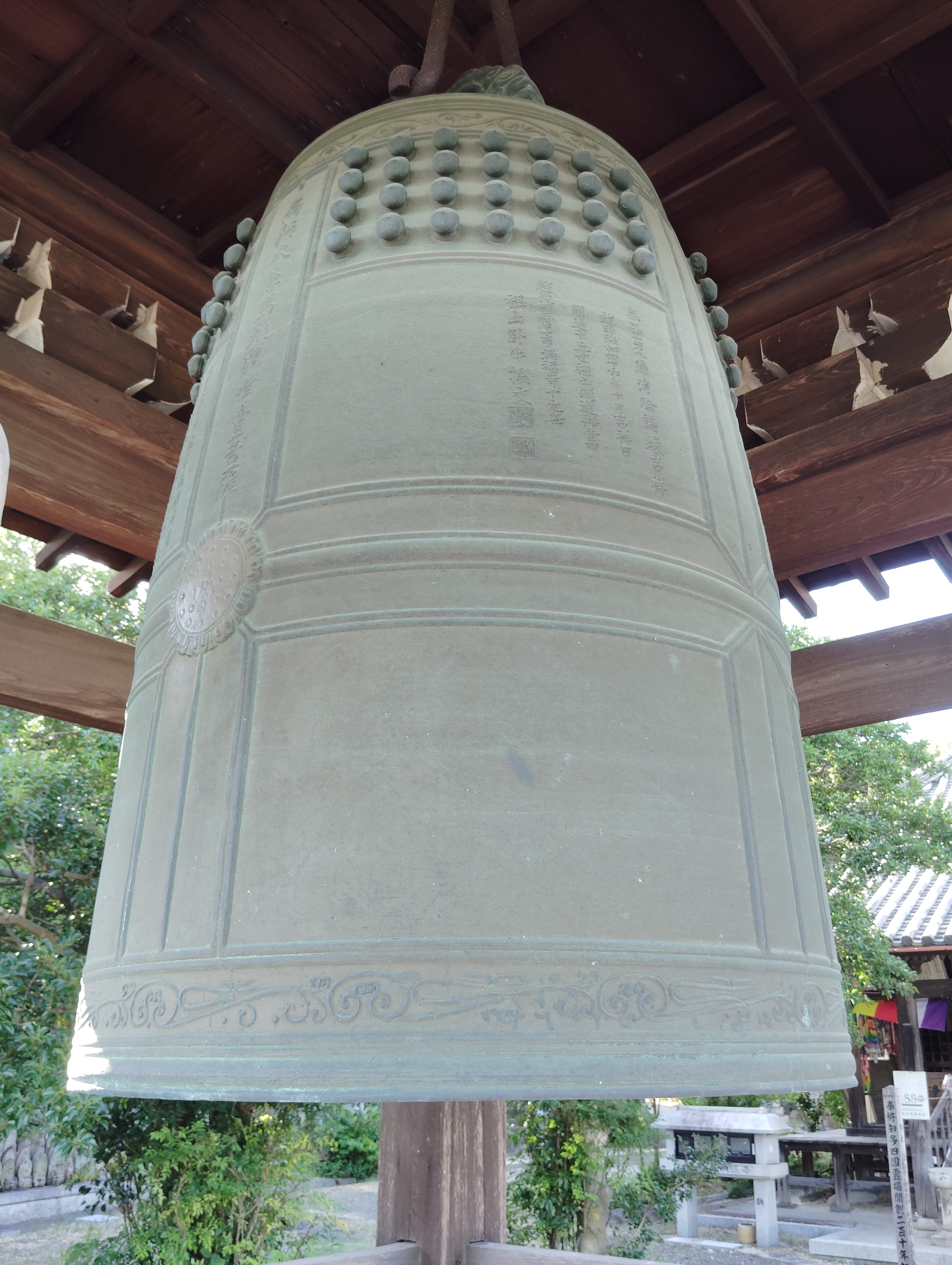
梵鐘

## 文化財

### 愛知県指定有形文化財
- 木造毘沙門天立像 - 鎌倉時代の作[6]。1959年（昭和34年）10月8日指定。

### 大府市指定文化財
- 馬頭観世音菩薩立像 - 平安時代の作[7]。1967年（昭和42年）8月18日指定。
- 子安准胝観世音菩薩立像 - 平安時代の作[8]。1981年（昭和56年）6月9日指定。
- 不動明王立像 - 南北朝時代の作[9]。1981年（昭和56年）6月9日指定。
- 青銅鋳造鰐口 - 永正10年（1513年）鋳造[9]。1981年（昭和56年）6月9日指定。

## 御詠歌
- 「慈悲深き 大師の恵み 有難や 今日木之山に 法の花咲く」

## 現地情報
所在地
- 愛知県大府市共和町小仏67

交通アクセス
- JR東海道本線共和駅より徒歩約15分。